# El Pescado, Veracruz
El Pescado är en ort i Mexiko.   Den ligger i kommunen Tempoal och delstaten Veracruz, i den sydöstra delen av landet, 250 km norr om huvudstaden Mexico City. El Pescado ligger 37 meter över havet och antalet invånare är 362.
Terrängen runt El Pescado är platt. Runt El Pescado är det ganska glesbefolkat, med 34 invånare per kvadratkilometer. Närmaste större samhälle är Tempoal de Sánchez, 9,5 km söder om El Pescado. Omgivningarna runt El Pescado är en mosaik av jordbruksmark och naturlig växtlighet.